# Omar Benson Miller
Omar Benson Miller (født 7. oktober 1978) er en amerikansk skuespiller. Han har spillet mindre roller i forskellige tv-shows og film, herunder Sex, Love & Secrets, American Pie Presents: Band Camp, Get Rich Or Die Tryin', The Express, Transformers og 8 Mile.
Miller har underskrevet som regelmæssig skuespiller i CSI: Miami. I krimidramaet spiller Miller rollen som Walter Simmons, en Louisiana-indfødt og kunst-tyveri-specialist, der slutter sig til holdet ledet af Horatio (David Caruso).Han opnåede en sekundær rolle som Felix Lee, en FBI agent i tv-serien "Eleventh Hour" i episode 14 i 2008.
Miller er opvokset i i Anaheim Hills, Californien, og gik på Canyon High School og studerede ved State University i San José.

## Udvalgt filmografi

### Film
- Troldmandens lærling (2010, Bennet Zurrow)

### Tv-serier
- CSI: Miami (2009–2012, Walter Simmons)